# Штутгарт

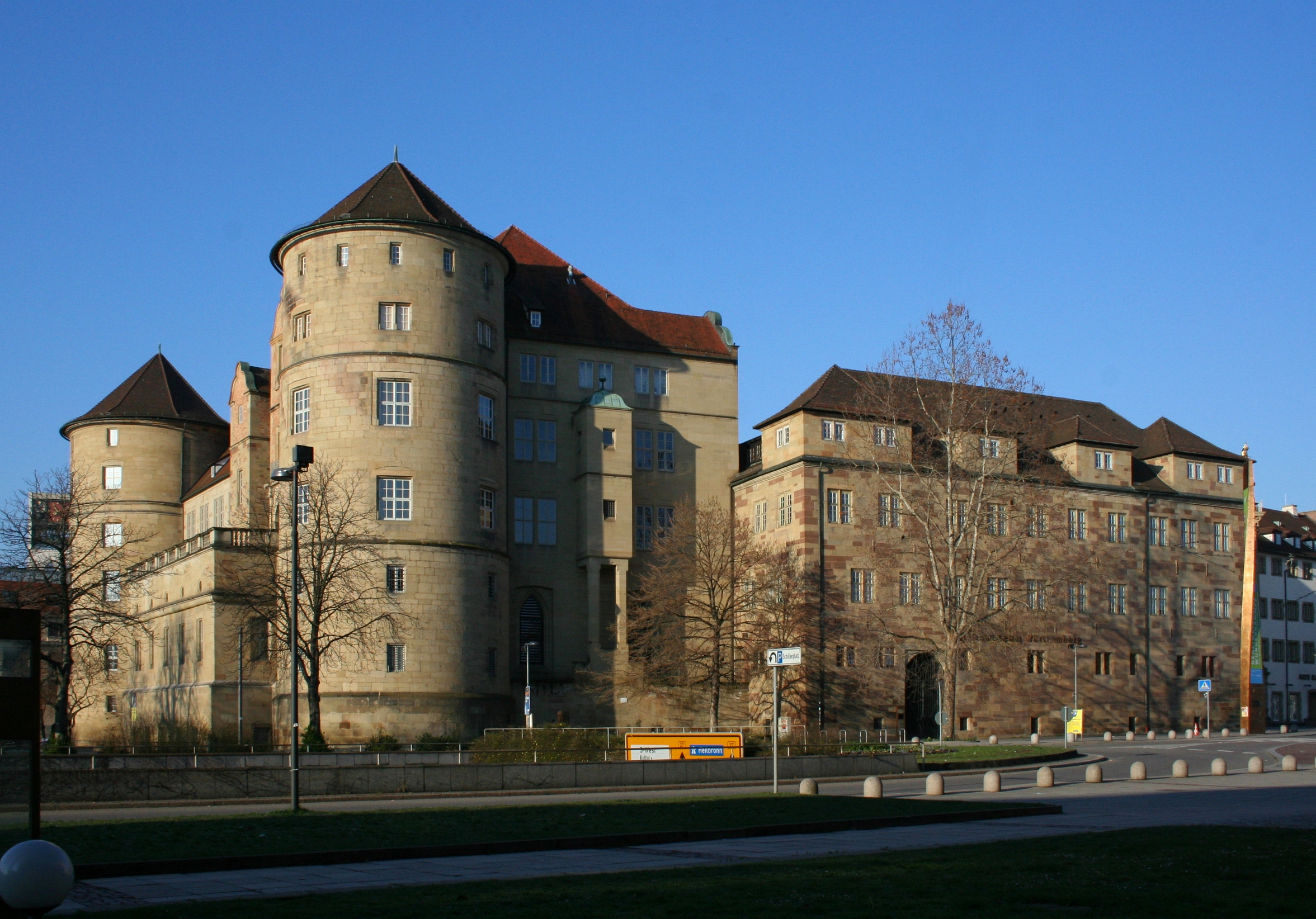
Штутгарт, Старый замок.

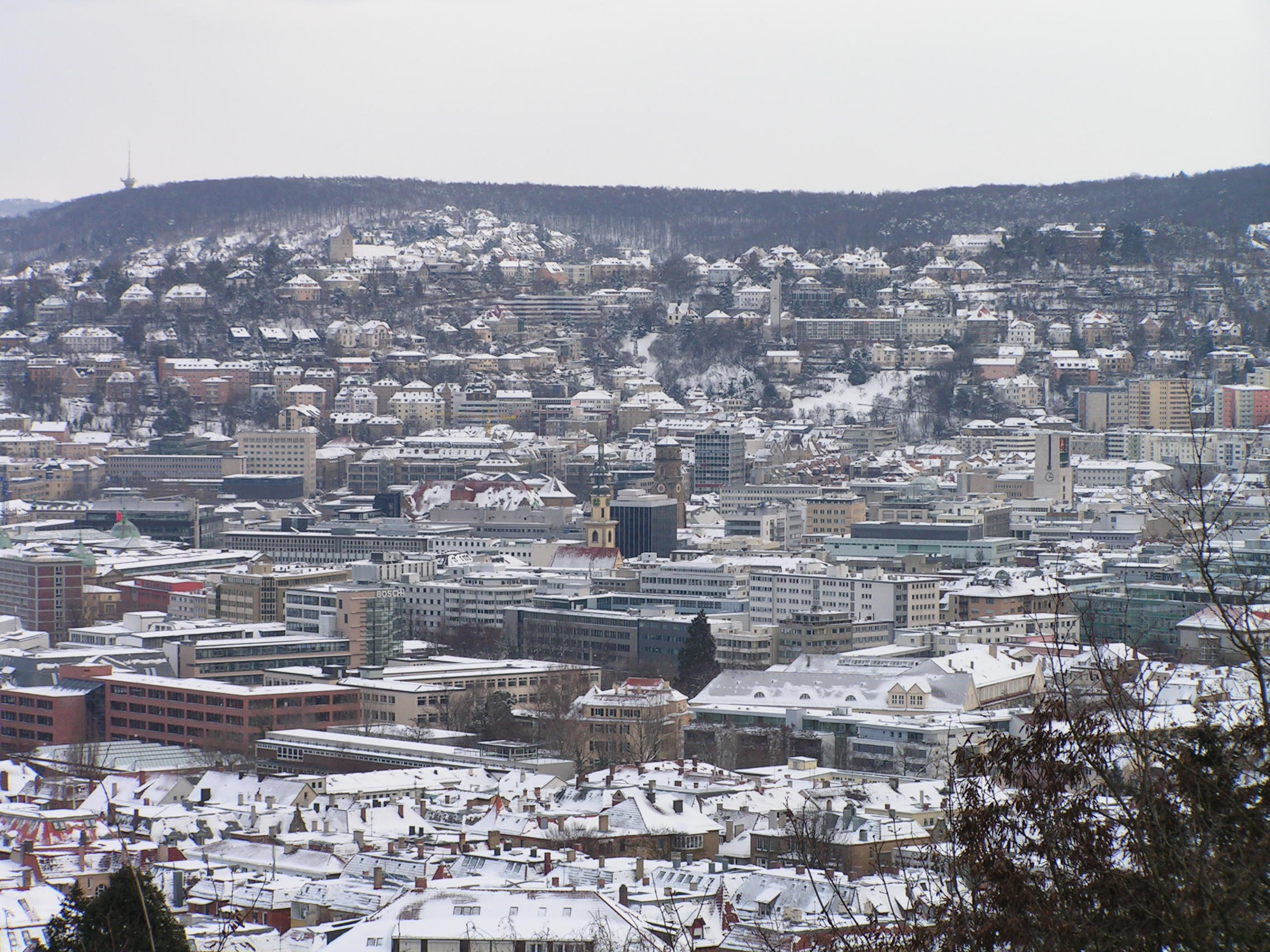
Штутгарт зимой.

Шту́тгарт (нем. Stuttgart МФА: [ˈʃtʊtɡaʁt]о файле, алем. нем. Schduagert / Schduágórd) — столица и крупнейший город земли (государства) Баден-Вюртемберг, Германия (ФРГ), на высоте 240 метров над уровнем моря, расположенный на реке Неккар. 
Население — около 630 000 человек (декабрь 2020 года), город занимает по этому показателю шестое место в стране. Это один из важнейших промышленных центров Германии, а также важный культурный центр. Штутгарт расположен в центре земли Баден-Вюртемберг на реке Неккар в плодородной долине, известной среди местного населения как «Штутгартский котёл». Он находится в часе езды от Швабского Альба и Шварцвальда. Город и городская агломерация (5,3 млн человек) стабильно входят в число 20 крупнейших мегаполисов Европы по ВВП; Международная консалтинговая компания Mercer поставила Штутгарт на 21-е место в списке лучших городов по качеству жизни в 2015 году, а инновационное агентство 2thinknow поставило на 24-е место в мире из 442 городов в 2014 году.
Начиная с 6-го тысячелетия до нашей эры район современного Штутгарта был важным сельскохозяйственным районом и был местом обитания ряда культур, стремящихся использовать богатую почву долины Неккар. Римская империя завоевала область в 83 году нашей эры и построила массивный каструм возле Бад-Каннштатта. в другом источнике указан как пригород Штутгарта Канштат (Kannstatt), что сделало его самым важным региональным центром в течение нескольких столетий. Штутгарт был основан в 950 году швабским герцогом Людольфом, который основал на месте современного города конный завод для своих боевых лошадей. Первоначально затенённый близлежащим Бад-Каннштаттом, город неуклонно рос и в 1320 году получил устав. Со временем Штутгарт становился столицей графства (с 1321 года), герцогства (с 1496 года), курфюршества (с 1803 года) и королевства (с 1806 года) Дома Вюртембергов, а затем и столицей Свободного народного государства Вюртемберг в составе Веймарской республики (после 1918 года). Штутгарт процветал, несмотря на неудачи в Тридцатилетней войне и разрушительные воздушные налёты союзников на город во время Второй мировой войны. Тем не менее, к 1952 году город восстановился и стал сегодня крупным экономическим, промышленным, туристическим и издательским центром. После строительства в городе автозаводов будущего концерна Mercedes-Benz город стал известен как «колыбель автомобилестроения».
Штутгарт также является транспортным узлом и обладает шестым по величине аэропортом в Германии. Несколько крупных компаний имеют главные конторы в Штутгарте, в том числе Porsche, Bosch, Mercedes-Benz, Daimler AG и Dinkelacker.
Штутгарт необычен своей схемой среди немецких городов. Он расположен на множестве холмов (некоторые из них покрыты виноградниками), долин (особенно вокруг реки Неккар и бассейна Штутгарта) и парков. Это часто удивляет посетителей, которые связывают город с его репутацией «колыбели автомобиля». Городской туристический лозунг «Штутгарт предлагает больше». В соответствии с текущими планами по улучшению транспортных связей с международной инфраструктурой (в рамках проекта Штутгарт 21) город представил новый логотип и слоган в марте 2008 года, назвав себя «Новым сердцем Европы» («Das neue Herz Europas»). Для бизнеса он описывает себя как «Где бизнес встречает будущее». В июле 2010 года Штутгарт представил новый городской логотип, призванный побудить большее количество деловых людей остаться в городе и насладиться отдыхом в этом районе.

## История
Приблизительно в начале II века на месте современного Штутгарта располагалась римская крепость Бад-Канштат (нем. Bad Cannstatt), охранявшая важные торговые пути. Однако сам город был основан в 950 году швабским герцогом Людольфом, сыном императора Священной Римской империи Оттона I Великого, построившим здесь конный завод (Gestüttgarten) и первые городские укрепления. Тогда город назывался Stuotgarten (от. stut — жеребец [для императорского войска], garten— индогерманское «город»), впоследствии название трансформировалось в Stuttgart. Новые археологические раскопки в области одной из церквей при монастыре, а также в районе Старого замка показывают, что крестьянское поселение здесь существовало по меньшей мере со времени последних лет правления династии Меровингов.
Вскоре поселение вокруг конного завода попало во владения баденского маркграфа Германа V Церингена, который в 1219 году пожаловал поселению статус города. С тех времён гербом города остался чёрный конь на жёлтом фоне.
Впервые Штутгарт упоминается как поселение около 1229 года. В другом источнике указано что первое упоминание о Штутгарт относится ко времени правления Эбергарда Светлейшего (1265 — 1325 годы). 
В 1251 году в качестве приданого дочери Германа V Церингена Мехтильды, Штутгарт достался графу Вюртемберга Ульриху I. Под властью Вюртембергского Дома город находился до 1918 года, а в XVIII столетии резиденция герцогов Вюртембергских в течение многих лет находилась в Людвигсбурге. 
В 1321 году Штутгарт стал столицей графства Вюртемберг в другом источнике указано что сделался столицей Вюртемберга с 1482 года, в 1495 году — герцогства Вюртемберг. Во время войны Швабского союза с герцогом Ульрихом 14 лет, с 1520 года по 1534 год Штутгарт находился под австрийской оккупацией.
В 1803 году Штутгарт стал столицей Курфюршества Вюртемберг, а через три года, в 1806 году — Королевства Вюртемберг. В 1849 году, с 6 по 18 июня, в городе заседали остатки Немецкого Национального собрания (франкфуртского парламента (Rumpfparlament)).
После Ноябрьской революции в Германии в 1918 году Штутгарт стал столицей Свободного народного государства Вюртемберг. 
В 1920 году, во время «Капповского путча», в город было переведено правительство Германской республики.
После Второй мировой войны в 1946 году он стал главным городом оккупированной земли Вюртемберг-Баден, а в 1952 году — столицей объединённой земли (государства) Баден-Вюртемберг.

## Население
Население Штутгарта особенно выросло во вторую половину XIX столетия:
- в 1795 году было 19½ тысяч жителей;
- в 1834 году — 38 000 жителей;
- в 1861 году — 61 000 жителей[22].

На 1895 год, в столице Королевства Вюртемберг и главном городе округа Неккар проживало  125 901 жителей.
Жителей в 1900 году проживало 176 700, в том числе католиков 8 %, евреев 2½ %, остальные — протестанты.
По переписи 1905 года в городе проживало около 250 000 жителей, из коих 3 900 евреев.
На 1909 год, в столице Королевства Вюртемберг и главном городе округа Неккар проживало 249 500 жителей.
На 1929 год, в столице Свободного народного государства Вюртемберг проживало 341 967 жителей.
На декабрь 2020 года, около 630 000 человек.
Штутгарт — город с большим количеством иммигрантов. Согласно «Путеводителю свидетелей по Германии» Дорлинга Киндерсли: «В городе Штутгарт каждый третий житель — иностранец». Около 40 % жителей Штутгарта и 64 % населения в возрасте до пяти лет являются иммигрантами.

## Климат
Климат Штутгарта — континентальный. В летние месяцы, горные массивы Шварцвальд и Швабский Альб защищают город от серьёзной непогоды, однако в это время года в городе случаются и грозы. Зимой выпадает и снег, который лежит только несколько дней. В центре города, именуемом местными жителями как «Kessel» (с нем. — «Котёл»), летом всегда жарче и зимой снега меньше, чем в пригороде.
Зима в Штутгарте длится с декабря по март. Самый холодный месяц — январь, со средней температурой около 0 °C. Снег не выпадает больше чем на несколько дней, хотя, согласно метеорологическим данным 2004 года в этот же период, снег пролежал несколько недель. Лето тёплое, со средней температурой около 19 °C в самых жарких месяцах лета — июле и августе. Лето обычно длится с мая до сентября.
| Показатель                    | Янв.  | Фев.  | Март  | Апр. | Май  | Июнь | Июль | Авг. | Сен. | Окт. | Нояб. | Дек.  | Год   |
| ----------------------------- | ----- | ----- | ----- | ---- | ---- | ---- | ---- | ---- | ---- | ---- | ----- | ----- | ----- |
| Абсолютный максимум, °C       | 17,1  | 21    | 24,6  | 28,3 | 32   | 36   | 37   | 38,1 | 32,4 | 29,7 | 21    | 17,7  | 38,1  |
| Средний суточный максимум, °C | 3,9   | 5,6   | 10,1  | 14,4 | 19   | 22   | 24,5 | 24,2 | 19,8 | 14,7 | 8,3   | 4,6   | 14,3  |
| Средняя температура, °C       | 0,4   | 1,3   | 5,2   | 9    | 13,6 | 16,7 | 18,8 | 18,3 | 14,1 | 9,6  | 4,4   | 1,4   | 9,4   |
| Средний суточный минимум, °C  | −2,3  | −1,9  | 1,5   | 4,3  | 8,7  | 11,9 | 13,9 | 13,4 | 9,8  | 6,1  | 1,7   | −1    | 5,5   |
| Абсолютный минимум, °C        | −25,7 | −24,9 | −16,2 | −7,6 | −5,1 | 2,1  | 3,6  | 0    | −1,2 | −7,4 | −16   | −25,8 | −25,8 |
| Норма осадков, мм             | 41    | 37    | 48    | 50   | 86   | 87   | 86   | 69   | 57   | 59   | 50    | 50    | 719   |
| Источник: Погода и Климат     |       |       |       |      |      |      |      |      |      |      |       |       |       |

## Экономика

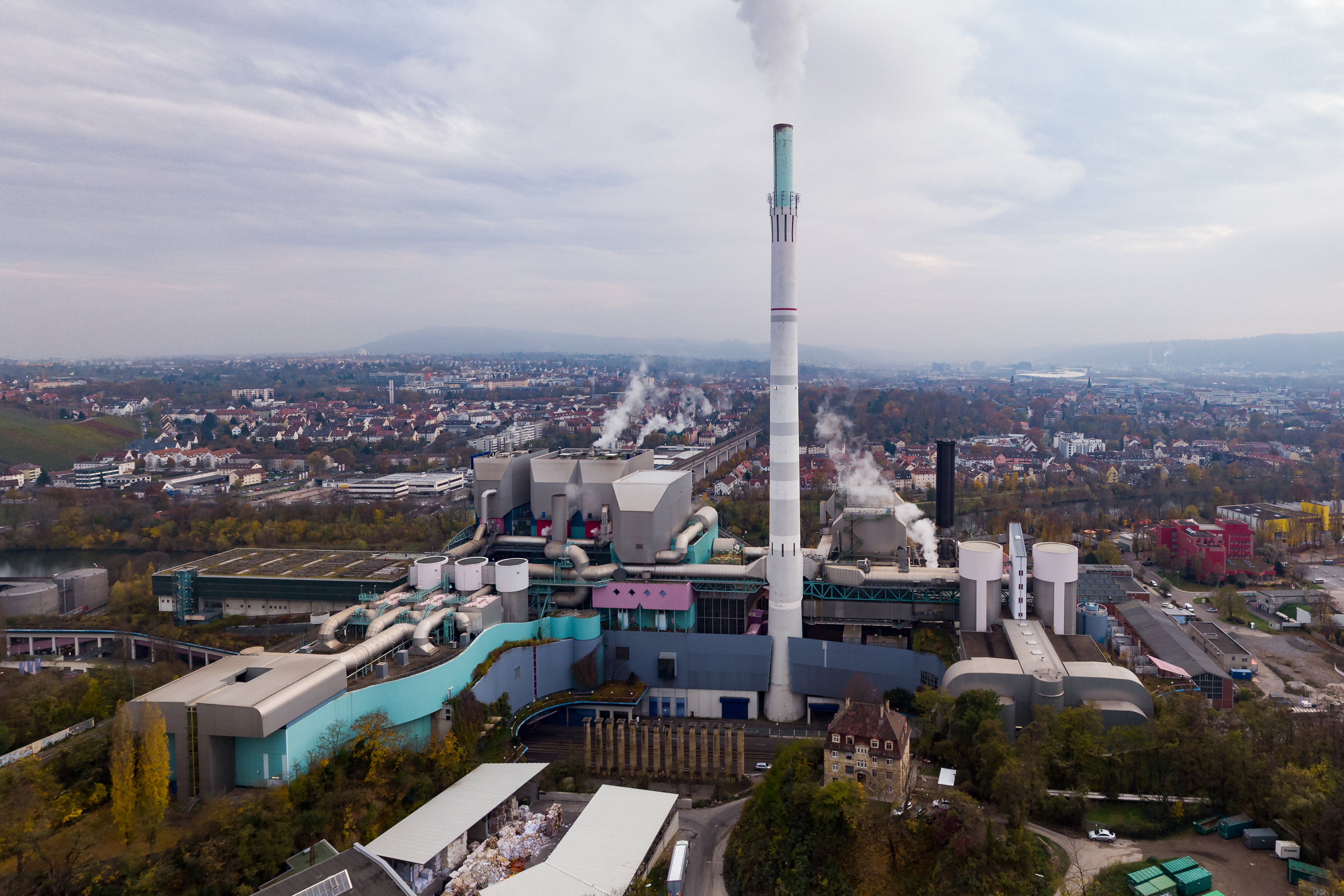

Штутгарт считается одним из крупнейших инновационных центров Европы и имеет самый высокий уровень благосостояния среди всех городов Германии. В городе и окрестностях проживает около 2,7 млн человек, из которых 1,4 млн относятся к трудоспособному занятому населению. Номинальный ВВП региона по данным на 2009 год составляет 37 890 евро на душу населения, при этом общий номинальный ВВП оценивается в 101,3 млрд евро, куда входят сектор обслуживания (около 65 %), промышленность (35 %) и сельское хозяйство (0,2 %). Штутгарту неоднократно присуждалась награда Европейской Комиссии «Award of Excellence for Innovative Regions».
В настоящее время Штутгарт является мощным центром высоких технологий и машиностроительной отрасли. Здесь расположены представительства крупнейших международных корпораций. Особое значение имеют как всемирно известные промышленные гиганты, так и инновационные компании среднего размера. Их разработки направлены в основном на развитие автомобильной промышленности, электроники и микроэлектроники, наукоёмкого производства, а также машиностроения. В число наиболее значительных организаций, расположенных в регионе, входят Daimler AG, Porsche, Bosch, Celesio, HP/Compaq Deutschland и IBM Deutschland, каждая из которых имеет здесь всемирную или европейскую главную контору. Среди остальных компаний — Alcatel SEL, Agilent Technologies, Trumpf, Stihl, Dürr, Kärcher, Lapp, Festo, WMF, Märklin, Leitz, Ritter Sport и многие другие. Сотни предприятий малого и среднего бизнеса также расположены в окрестностях Штутгарта, многие из которых всё ещё являются семейной собственностью.
На окраине города рядом со Штутгартским аэропортом находится крупнейший выставочный центр, так называемая «ярмарка» — Messe Stuttgart, девятая по величине в Германии. Contact Air, компания региональных авиалиний и дочернее предприятие Lufthansa, имеет головной офис в Штутгарте. Фондовая биржа Штутгарта — вторая по значимости торговая площадка Германии после Франкфуртской биржи.

## Образование и наука
Штутгарт и его пригороды располагают наибольшей плотностью научных, академических, исследовательских организаций. Здесь регистрируется наибольшее в Германии количество патентов. Примерно 45 % баден-вюртембергских учёных работают в столице этой федеральной земли. Более 11 % бюджета на исследования инвестируется в Штутгарт и пригороды (около 4,3 млн евро в год).
В городе и его окрестностях расположены несколько университетов и высших школ:
- Университет Штутгарта
- Университет Хоэнхайм
- Штутгартская высшая техническая школа
- Штутгартская высшая школа музыки и театра
- Государственная академия изобразительных искусств (Штутгарт)

Здесь же находятся:
- четыре института совместных научно-технических разработок при университетах,
- шесть институтов Общества Фраунгофера,
- два института Общества Макса Планка,
- одно из крупнейших отделений Германского аэрокосмического центра.

## Транспорт

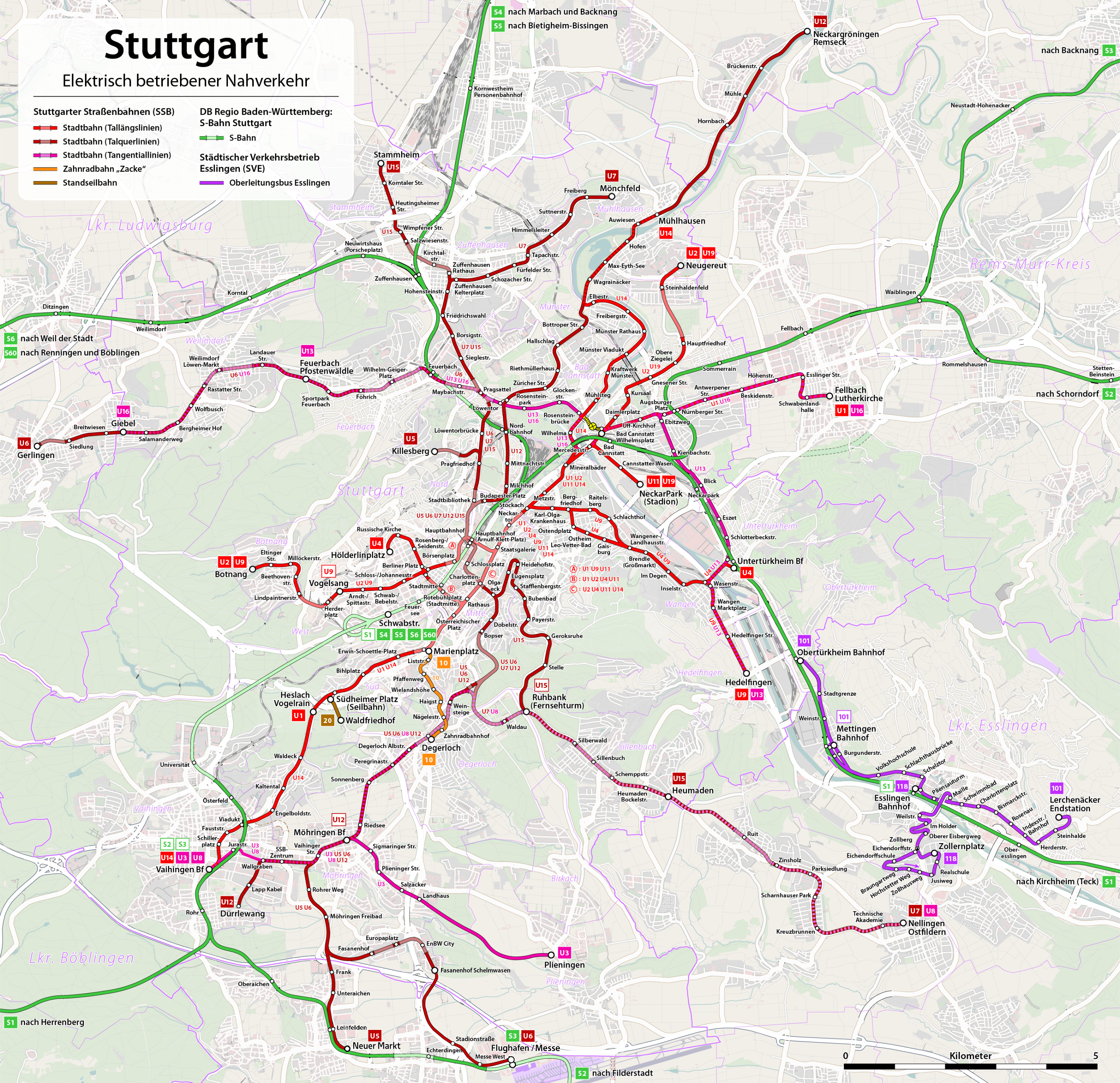
Транспортная система Штутгарта.

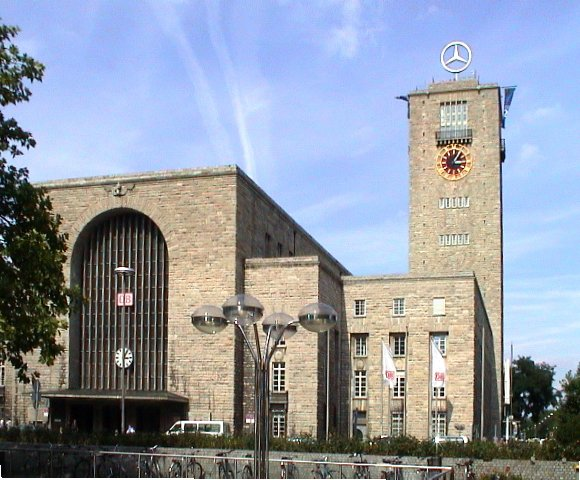
Главный вокзал в Штутгарте.

Штутгарт — важный транспортный узел Германии. На юге города имеется международный аэропорт.
2 февраля 2010 года стартовал 4,1-миллиардный проект Штутгарт 21 по перестройке главного тупикового вокзала Штутгарта. Планируется пропустить железнодорожные пути под землёй, тем самым освободив значительную территорию центральной части города и обеспечив сквозное прохождение поездов. В Штутгарте располагается одна из железнодорожных дирекций Deutsche Bundesbahn.
В городе есть автобусы, наземные электрички и трамваи, которые в центральной части города ходят под землёй, то есть фактически метро. Также имеется горный трамвай, который ходит по крутому склону горы, и фуникулёр.

## Культура и достопримечательности
В самом центре Штутгарта, в соседних зданиях, расположены три филиала главного музея федеральной земли Баден-Вюртемберг «Музея Вюртемберг»: «Старый замок» (богатейшая археологическая экспозиция, предметы роскоши начиная со Средневековья, предметы декоративно-прикладного искусства, иконопись, скульптура), «Фрухткастен» (музей-собрание музыкальных инструментов, аудиотехники), «Новый замок» (Римский лапидариум). Музей имени Линдена — один из самых значительных этнографическиx музеев в Европе. Театральные сцены Штутгарта привлекают более 12 тысяч зрителей.
В районе Untertürkheim в 2006 году построен музей Mercedes-Benz. В районе Zuffenhausen в 2009 году построен музей Porsche.
Штутгарт не уступает Мюнхену в традиции проведения фестивалей пива. В конце апреля-начале мая в пригороде Бад-Канштадт проходит масштабный пивной фестиваль «Фрюлингсфест» (Праздник весны), а осенью его продолжает Cannstatter Volksfest.
В городе также ежегодно происходит гей-демонстрация в рамках празднования Christopher Street Day.
В окрестностях города, вблизи бывшей деревни Ротенберг, на холме среди виноградников, расположен Вюртембергский мавзолей. В начале 1830-х годов его посетил Фёдор Тютчев, посвятивший ему стихотворение «Над виноградными холмами…». Некоторое время стихотворение издавалось с ошибочной пометкой «Рогенбург». В 1835 году было переведено на немецкий язык и опубликовано в каталоге о достопримечательностях Ротенберга

## Известные уроженцы города
- Вернер, Тимо (1996) — немецкий футболист, нападающий клуба «РБ Лейпциг» и национальной сборной Германии.
- Карл Александр Хайделофф (1789–1865) – немецкий архитектор, живописец, гравёр, педагог и прозаик.
- Георг Гегель (1770—1831) — немецкий философ, сыгравший важную роль в немецком идеализме[38], один из основоположников западной философии, чьё влияние распространяется на весь спектр современных философских проблем, от эстетики до онтологии и политики, как в аналитической, так и в континентальной традиции[38][39].

## Города-побратимы
- Брно, Чехия (1989)[40][41][…]
- Джидда, Саудовская Аравия
- Каир, Египет (1979)[41]
- Кардифф, Великобритания (1955)[41][42][…]
- Лодзь, Польша (1988)[41][43]
- Мелён, Франция (1985)
- Мензель-Бургиба, Тунис (1971)[41]
- Мехико, Мексика
- Мумбаи, Индия (1968)[41]
- Огаки, Япония (1988)[44]
- Самара, Россия (1992)[45][41]
- Сапопан, Мексика (2011)[46]
- Сент-Луис, США (10 марта 1960)[47][41][…]
- Сент-Хеленс, Великобритания (1948)[41]
- Страсбург, Франция (1962)[48][41]
- Шавей-Цион, Израиль

### Города, с которыми установлены дружеские отношения
- Огаки, Япония (1988)[49]
- Шавей-Цион, Израиль[49]
- Нанкин, Китай[49]